# Haloclava stimpsoni
Haloclava stimpsoni är en havsanemonart som först beskrevs av Addison Emery Verrill 1868.  Haloclava stimpsoni ingår i släktet Haloclava och familjen Haloclavidae. Inga underarter finns listade i Catalogue of Life.